# Eugénio de Castro
Eugénio de Castro e Almeida (4. březen 1869, Coimbra, Portugalsko – 17. srpen 1944, tamtéž) byl portugalský dekadentní a symbolistický spisovatel, básník a dramatik.

## Život
Vystudoval filosofii v Lisabonu, krátkou dobu působil v diplomatických službách ve Vídni, byl středoškolským učitelem a později vysokoškolským pedagogem na Universitě v Coimbra. V roce 1889 začal vydávat časopis Os insubmissos (Nepoddajní) a později dekadentní časopis Arte (Umění, 1895-1896). V roce 1889 strávil několik měsíců v Paříži. Po návratu začal propagovat symbolismus. Svým důrazem na formální dokonalost se přiblížil klasicismu.

## Spisy
- Cristalizações da Morte (1884)
- Canções de Abril (1884)
- Jesus de Nazareth (1885)
- Per Umbram (1887)
- Horas Tristes (1888)
- Oaristos (Důvěrné hovory, 1890)
- Horas (Hodiny, 1891)
- Sylva (1894)
- Interlúnio (Intermezzo, 1894)
- Belkiss, Rainha se Sába, de Axum e do Himiar (Belkiss, Královna sábská, axumská a hymiarská, 1894) – dramatická báseň o lásce krále Šalamouna a královny ze Sáby nebyla nikdy uvedena na jevišti
- Tirésias (1895)
- Sagramor (1895)
- Salomé e Outros Poemas (Salomé a jiné básně, 1896)
- A Nereide de Harlém (1896)
- O Rei Galaor (Král Galaor, 1897)
- Saudades do Céu (1899)
- Constança (1900)
- Depois da Ceifa (Po žatvě, 1901)
- A Sombra do Quadrante (1906)
- O Anel de Polícrates (Polykratův prsten, 1907)
- A Fonte do Sátiro (1908),
- O filho pródigo (Marnotratný syn, 1910)
- O Cavaleiro das Mãos Irresistíveis (Rytíř s neodolatelnýma rukama, 1916)
- Camafeus Romanos (Římské kameje, 1921)
- Tentação de São Macário (Pokušení sv. Makaria, 1922)
- Canções desta Negra Vida (1922)
- Cravos de Papel (Papírové karafiáty, 1922)
- A mantilha de Medronhos (1923)
- A Caixinha das Cem Conchas (1923)
- Descendo a Encosta (1924)
- Chamas duma Candeia Velha (1925)
- Éclogas (Eklogy, 1929)
- Últimos Versos (Poslední verše, 1938)

### České překlady
- Belkiss : Královna sábská, axumská a hymiarská, překlad: Arnošt Procházka, Praha : Moderní revue, 1900
  - další vydání: KDA, svazek 132, Praha : Kamilla Neumannová, 1916